# Pierre-François-Martial de Loménie
Pierre-François-Martial de Loménie (Marsiglia, 18 giugno 1763 – Parigi, 10 maggio 1794) è stato un arcivescovo cattolico francese.

## Biografia
Monsignor Pierre-François-Martial de Loménie nacque a Marsiglia il 18 giugno 1763. Era il figlio adottivo di Louis-Marie-Athanase de Loménie de Brienne, ministro della guerra, e di Marie Anne Étiennette Fizeau de Clermont. Era nipote del cardinale Etienne-Charles de Loménie de Brienne, arcivescovo di Sens e ministro aggiunto.

### Formazione e ministero sacerdotale
Il giovane ecclesiastico compì una rapida carriera grazie al favore dell'influente famiglia Loménie de Brienne. Nel 1788 ricevette in commendam l'abbazia di Jumièges. Al fine di favorire la sua ascesa all'episcopato, suo zio lo fece designare dalla provincia ecclesiastica come futuro agente generale del clero di Francia, ufficio che assunse nel 1790.

### Ministero episcopale
Il 25 agosto 1788 venne selezionato come arcivescovo coadiutore di Sens. Il 15 dicembre 1788 dello stesso anno papa Pio VI confermò l'elezione e lo nominò arcivescovo titolare di Traianopoli di Rodope. Ricevette l'ordinazione episcopale l'11 gennaio successivo dal cardinale Etienne-Charles de Loménie de Brienne, arcivescovo metropolita di Sens, coconsacranti il vescovo di Nizza Charles-Eugène de Valperga de Maglione e quello di Grasse François d'Etienne de Prunières de Saint-Jean.
Il voto della costituzione civile del clero lo privò, tuttavia, del suo mandato di agente generale del clero. Durante la Rivoluzione, anche se suo zio nel 1791 accettò di diventare vescovo costituzionale della Yonne e prestò giuramento e rimase suo coadiutore, subì lo stesso destino del resto della sua famiglia. Fu portato davanti al Corte rivoluzionaria e giustiziato a Parigi con suo padre e i suoi fratelli lo stesso giorno della principessa Elisabetta di Borbone-Francia, sorella minore di re Luigi XVI, il 10 maggio 1794.

## Genealogia episcopale
La genealogia episcopale è:
- Cardinale Scipione Rebiba
- Cardinale Giulio Antonio Santori
- Cardinale Girolamo Bernerio, O.P.
- Arcivescovo Galeazzo Sanvitale
- Cardinale Ludovico Ludovisi
- Cardinale Luigi Caetani
- Vescovo Giovanni Battista Scanaroli
- Cardinale Antonio Barberini, O.S.Io.Hieros.
- Arcivescovo Charles-Maurice Le Tellier
- Arcivescovo Jean-Baptiste-Michel Colbert de Saint-Pouange
- Vescovo Olivier Jégou de Kervilio
- Arcivescovo Louis de La Vergne-Montenard de Tressan
- Cardinale Paul d'Albert de Luynes
- Cardinale Étienne-Charles de Loménie de Brienne
- Arcivescovo Pierre-François-Martial de Loménie